# باد رایشنهال
شهر باد رایشنهال در ایالت بایرن در کشور آلمان واقع شده است.